# 土瓦
14°05′N 98°12′E / 14.083°N 98.200°E

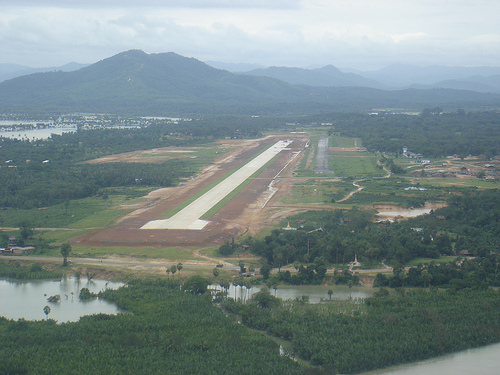
土瓦机场

土瓦（Dawei，旧名Tavoy），缅甸德林达依省首府，在土瓦河北岸。人口约14万。土产橡胶，腰果，榴莲，凤梨，芒果和柚木。《新唐书·诃陵传》作沱洹国，宋代《诸蕃志》作杜怀，元汪大渊《岛夷志略》作淡邈，《明史》作打回。

## 經濟特區
2010年11月4日緬甸政府表示將以中國深圳為範例，把土瓦建立成緬甸的經濟特區，其地位於緬甸南方，與泰國相臨，將與深水港為中心，占地約萬公頃，目前緬甸政府已經和泰國建立多項合作，以後將建设水力发电厂、石化厂和炼油厂等项目，而中國、南韓和印度都表示相當的興趣要投資。

## 延伸阅读
[在维基数据编辑]
 《明史卷三百二十六》，出自《明史》